# Pordic
Pordic is een gemeente in het Franse departement Côtes-d'Armor (regio Bretagne). De plaats maakt deel uit van het arrondissement Saint-Brieuc. De huidige gemeente Pordic is op 1 januari 2016 ontstaan door de fusie van de gemeenten Tréméloir en Pordic; de tot dan toe bestaande gemeente Pordic kreeg de status van commune déleguée. De gemeente telde 7.393 inwoners op 1 januari 2022.

## Geschiedenis
De parochie Pordic ontstond in de middeleeuwen na afsplitsing van de parochie van Plérin. De parochie werd een bezit van de Abdij van Beauport. Na de Franse Revolutie werden Pordic en Tréméloir gemeenten. In 1836 verloor Pordic een deel van zijn grondgebied, de dorpen op de rechteroever van de Ic, aan de nieuw gecreëerde gemeente Binic. Pordic en Tréméloir waren traditioneel landbouwgemeenten met vanuit de kleine plaatselijke haven van Pordic (Petit Havre, aangelegd in de 18e eeuw door de bouw van een pier) ook visvangst langs de kust. Mannen uit Pordic gingen ook scheep in de havens van Binic, Saint-Quay en Paimpol voor de kabeljauwvisserij bij IJsland. In 2016 fuseerden Tréméloir en Pordic.

## Geografie
De oppervlakte van Pordic bedroeg op 1 januari 2022 33,63 vierkante kilometer; de bevolkingsdichtheid was toen 219,8 inwoners per km².
Tréméloir ligt meer in het binnenland terwijl het centrum van Pordic dichter bij de kust ligt.
Door de gemeente stromen twee beken, die een vallei hebben uitgesleten, de Camet en de Rodo. Zij stromen aan de noordgrens van de gemeente in de Ic.
De onderstaande kaart toont de ligging van Pordic met de belangrijkste infrastructuur en aangrenzende gemeenten.

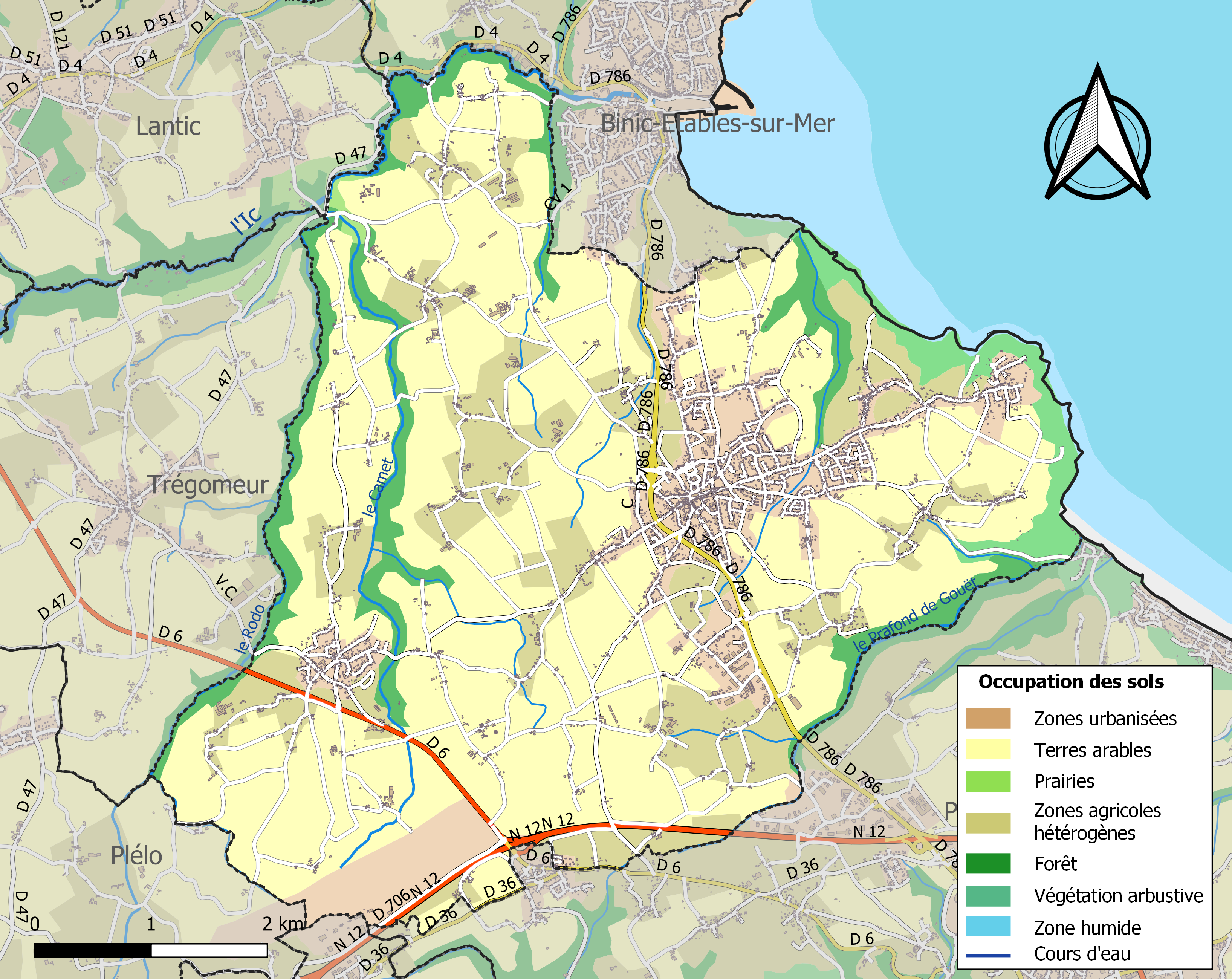

## Demografie
Onderstaande figuur toont het verloop van het inwonertal (bron: INSEE-tellingen).

## Overleden
- Nathaël Julan (1996-2020), voetballer